# Varronia tarodaea
Varronia tarodaea är en strävbladig växtart som beskrevs av J.S.Mill. Varronia tarodaea ingår i släktet Varronia och familjen strävbladiga växter. Inga underarter finns listade i Catalogue of Life.